# Eutropha rieki
Eutropha rieki är en tvåvingeart som beskrevs av Spencer 1986. Eutropha rieki ingår i släktet Eutropha och familjen fritflugor. Inga underarter finns listade i Catalogue of Life.